# Hilde, das Dienstmädchen
Hilde, das Dienstmädchen ist ein deutscher Spielfilm aus dem DEFA-Studio für Spielfilme von Günther Rücker und Jürgen Brauer aus dem Jahr 1986 nach der gleichnamigen Erzählung von Günther Rücker.

## Handlung
1938 beschließt Hilde, aus Deutschland in die tschechoslowakische Stadt Reichenberg zu ziehen, um ihrem Freund Erich näher zu sein, der dort in der Illegalität lebt und am Widerstand gegen den deutschen Faschismus beteiligt ist. In Reichenberg, der kleinen böhmischen Stadt nahe der Grenze, leben überwiegend Deutsche, die sich zum größten Teil den Anschluss an das Deutsche Reich wünschen. Das muss Hilde sehr schnell erkennen, da die Anhänger der Henlein-Faschisten diesen Willen durch das Ausleuchten der Fenster mit Kerzen in der ganzen Stadt bekunden. Sie findet eine Anstellung als Dienstmädchen bei einem deutschen Tischler, will aber vor allem ihren Geliebten wiedertreffen. Bei ihrem ersten Zusammentreffen ist diesem noch nicht ganz klar, ob Hilde ihn nicht nur ausspionieren soll. An versteckten Orten, in einer Berghütte und in einsamer Natur, treffen sich Hilde und Erich, heimlich beobachtet von Peter, dem pubertierenden Sohn des Tischlers. Dieser ist musisch veranlagt, erhält Geigenunterricht und hat mit dem faschistischen Gedankengut der Deutschen in der Stadt nichts im Sinn, da seine Eltern den Freidenkern angehören. Aber seine Mutter ist ohne Wissen ihres Mannes bereits vor längerer Zeit bei den Henlein-Leuten eingetreten, um eventuelle Verfolgungen zu vermeiden.
Erich und seine Widerstandsgruppe werden durch einen Verräter entdeckt und erschossen. Hilde hat in der Vergangenheit ein Vertrauensverhältnis zu dem Sohn des Tischlers aufgebaut und wendet sich jetzt diesem zu, um ihn in die Geheimnisse der Liebe einzuweihen.

## Produktion
Hilde das Dienstmädchen wurde von der Künstlerischen Arbeitsgruppe „Berlin“ mit Unterstützung der tschechoslowakischen Filmstudios Barrandov auf ORWO-Color gedreht und hatte seine Uraufführung anlässlich der Eröffnung des 4. Nationalen Spielfilmfestivals der DDR am 21. Mai 1986 in der Stadthalle Karl-Marx-Stadt. Die Berliner Premiere fand am 2. September 1986 im Berliner Kino International statt und am 5. September war der Start für die anderen Kinos der DDR. Im 2. Programm des Fernsehens der DDR wurde der Film am 21. Juni 1988 gezeigt.
Das Szenarium stammt von Günther Rückert und die Dramaturgie lag in den Händen von Jürgen Brauer.

## Kritik
Günter Sobe schreibt in der Berliner Zeitung, dass der Film ein durchaus nicht alltäglicher filmischer Versuch ist, Zeitgeschichte aufzuarbeiten und in der Sicht eines Vierzehnjährigen auszubreiten. Das eigentliche darstellerische Kabinettstück aber ist, und das wohl nicht ganz im Sinne der Erfinder, dem Wiener Wilfried Scheutz in seiner Rolle als Netschasek zuzuschreiben. Der „weanert“ sich mit seinen Geschichtchen dermaßen kurios-schmierig-elegant ins Zentrum des Interesses, dass ihm zuzuhören und zuzuschauen einerseits eine Lust ist, was wiederum der Rolle mehr Gewicht bringt als ihr zusteht.
In der Neuen Zeit findet Helmut Ullrich den genauen Blick auf bescheidenes Kleineleuteleben in einer Kleinstadt gut getroffen. Eine enge, aber doch intakte Welt, mit kleinbürgerlichen Einstellungen. Eine Welt, in der sich wenig bewegt, in der die große Welt draußen bleibt.
Das Lexikon des internationalen Films nennt den Film zwar atmosphärisch einfühlsam, aber dramaturgisch verschwommen und zu wenig strukturiert.

## Auszeichnungen
- 1986: Internationales Filmfestival Karlovy Vary: Diplom der Fachjury Kamera[6]
- 1986: Internationales Filmfestival Karlovy Vary: Diplom der Fachjury Regie